# Dipartimento per i trasporti
Il Dipartimento per i trasporti (in inglese Department for Transport - DfT, in gallese Adran am Drafnidiaeth) è il dipartimento governativo del governo del Regno Unito responsabile delle infrastrutture dei trasporti inglesi e per un numero limitato di argomenti correlati di Scozia, Galles e Irlanda del Nord, che non sono stati decentrati dal governo centrale.
Il dipartimento è diretto dal Segretario di Stato per i trasporti, attualmente, da Heidi Alexander.

## Storia
Il controllo governativo dei trasporti e dei vari argomenti correlati è stato riorganizzato più volte nella storia contemporanea, essendo stato responsabilità dei seguenti organi istituzionali:
- 1919–1941: Ministero dei trasporti
- 1941–1945: Ministero dei trasporti di guerra - dopo la fusione con il Ministero della navigazione
- 1945–1953: Ministero dei trasporti
- 1953–1959: Ministero dei trasporti e dell'aviazione civile
- 1959–1970: Ministero dei trasporti
- 1970–1976: Dipartimento per l'ambiente
- 1976–1979: Dipartimento dei trasporti
- 1979–1981: Ministero dei trasporti
- 1981–1997: Dipartimento dei trasporti
- 1997–2001: Dipartimento per l,'ambiente, i trasporti e le regioni
- 2001–2002: Dipartimento per i trasporti, il governo locale e le regioni
- 2002– Dipartimento per i trasporti

Il nome "Ministero dei trasporti" sopravvive nell'annuale MOT test, una revisione annuale della sicurezza dei veicoli, dell'idoneità alla circolazione e dell'idoneità delle emissioni di gas combusti, che la maggior parte dei veicoli utilizzati sulle pubbliche strade del Regno Unito deve superare dopo il terzo anno (il quarto anno per i veicoli dell'Irlanda del Nord).

## Ruolo
Il Dipartimento per i trasporti ha quattro obiettivi strategici:
- Sostenere la crescita economica e un aumento di produttività attraverso delle reti di comunicazione affidabili ed efficienti;
- Migliorare l'impatto ambientale del trasporto;
- Rinforzare la sicurezza del trasporto;
- Migliorare l'accesso alle attività lavorative, ai servizi e ai social network, anche per le persone con handicap.

Il dipartimento "crea il quadro strategico" per i servizi di trasporto, che sono forniti da parte di un ampio numero di società ed enti pubblici e privati, tra i quali vi sono anche le proprie agenzie operative.

## Agenzie operative
- Air Accidents Investigation Branch (AAIB)
- Driver and Vehicle Licensing Agency (DVLA)
- Driving Standards Agency (DSA)
- Highways Agency (HA)
- Maritime and Coastguard Agency (MCA)
- Vehicle Certification Agency (VCA)
- Vehicle and Operator Services Agency (VOSA)

## Enti pubblici non dipartimentali
Il DfT sostiene anche i seguenti enti pubblici:
- British Transport Police Authority
- Northern Lighthouse Board
- Passenger Focus
- Trinity House Lighthouse Service

## Devolution
La devoluzione della politica dei trasporti varia da regione a regione all'interno del Regno Unito; per la Gran Bretagna la maggior parte degli aspetti è decisa a Westminster.
Gli aspetti fondamentali del trasporto non decentrabili (in inglese key reserved transport matters) sono i seguenti:
Scozia
Argomenti non decentrabili:
- Trasporto aereo
- Trasporto navale
- Trasporto su strada

Irlanda del Nord
Argomenti non decentrabili:
- Aviazione civile
- Navigazione (inclusi i trasporti commerciali)

I settori decentrati del dipartimento in Irlanda del Nord sono i seguenti:
- Dipartimento per le infrastrutture (politiche generali del trasporto, porti, strade e ferrovie)[5]
- Dipartimento dell'ambiente (sicurezza stradale e regolamentazione di autisti e veicoli)[6]

Galles
Nell'ambito del sistema di decentramento del Galles, aree politiche specifiche sono state trasferite da Westminster all'Assemblea nazionale per il Galles.